# 三田登喜子
三田 登喜子（みた ときこ、旧芸名：三田 桃基子〈読みは同じ〉、1935年2月26日 - ）は、日本の女優。本名は宮澤 登喜子（旧姓：淵上）。特技はテニス、水泳。

## 来歴
山口県下関市出身。
防府商業高校在学中の1951年、大映創立10周年記念ミス・ニッポンの準ミスに輝く。高校を中退し、大映演技研究所に6期生として入る。同期に品川隆二、南原宏治らがいる。1953年、溝口健二監督の『雨月物語』でデビュー。以降、大映の時代劇映画で活躍。1962年にフリーになってからはテレビドラマで活躍している。

## 主な出演作品

### 映画
- 雨月物語（1953年、大映京都） - 侍女
- 獅子の座（1953年、大映京都） - その
- 祇園囃子（1953年、大映京都） - 舞妓
- お菊と播磨（1954年、大映京都） - 腰元お時
- 阿波おどり狸合戦（1954年、大映京都） - お花
- 酔いどれ二刀流（1954年、大映京都）
- 此村大吉（1954年、大映京都）
- 怪盗まだら蜘蛛（1954年、大映）
- 死美人屋敷（1954年、大映）
- 丹下左膳 こけ猿の壺（1954年、大映京都） - 萩野
- 伊太郎獅子（1955年、大映京都）
- 藤十郎の恋（1955年、大映京都）
- 花の二十八人衆（1955年、大映京都）
- かんかん虫は唄う（1955年、大映京都） - 奈都子
- 悪太郎売出す（1955年、大映京都）
- 又四郎喧嘩旅（1956年、大映京都） - 琴姫
- 新・平家物語 義仲をめぐる三人の女（1956年、大映京都） - 忍
- まらそん侍（1956年、大映京都）
- 銭形平次捕物控 死美人風呂（1956年、大映京都）
- 忍術武者修業（1956年、大映京都）
- 残菊物語（1956年、大映京都） - 芸者小ふみ
- 鼠小僧忍び込み控（1956年、大映京都）
- 忍術選手権試合（1956年、大映京都）
- 花の兄弟（1956年、大映京都） - 美代次
- 怪猫五十三次（1956年、大映京都） - 浪路、小浪
- 不知火奉行（1956年、大映京都） - 小雪
- 月形半平太 花の巻 嵐の巻（1956年、大映京都） - 富菊
- 編笠権八（1956年、大映京都） - 千草
- 刃傷未遂（1957年、大映京都） - 阿具利
- 空飛ぶ若武者（1957年、大映）
- 怪猫夜泣き沼（1957年、大映京都） - 園江
- 三日月秘文（1957年、大映京都） - 津奈（龍寛の娘）
- 赤胴鈴之助 鬼面党退治（1957年、大映京都） - 鬼首一馬
- 赤胴鈴之助 飛鳥流真空斬り（1957年、大映京都） - 鬼首一江
- 赤胴鈴之助 新月塔の妖鬼（1957年、大映京都） - 一江
- 不知火頭巾（1957年、大映京都） - 楓
- 清水港喧嘩旅（1957年、大映京都） - お葉
- スタジオはてんやわんや（1957年、大映）
- 銭形平次捕物控 八人の花嫁（1958年、大映京都） - お糸
- 千両槍（1958年、大映京都）
- 流れ星十字打ち（1958年、大映京都）
- 旅は気まぐれ風まかせ（1958年、大映京都） - お粂
- 七番目の密使（1958年、大映京都） - 千浪
- 人肌孔雀（1958年、大映京都）
- 血文字船（1958年、大映）
- 忠臣蔵（1958年、大映）
- 月の影法師 消えゆく能面（1958年、大映京都）
- 月の影法師 山を飛ぶ狐姫（1958年、大映京都）
- 大映の水戸黄門漫遊記（1958年、大映京都） - 鳥追い姿の女
- 人肌牡丹（1959年、大映京都）
- 女と海賊（1959年、大映京都） - 環
- 魔笛若衆（1959年、大映京都）
- 次郎長富士（1959年、大映京都）
- 千代田城炎上（1959年、大映京都）
- お役者鮫（1959年、大映京都）
- 月影兵庫　上段霞斬り（1959年、大映）
- 天竜の鴉（1959年、大映）
- かげろう絵図（1959年、大映京都） - 女中霜
- 薄桜記（1959年、大映京都）浪乃
- 関の弥太っぺ（1959年、大映京都）
- 虹之介乱れ刃（1960年、大映京都）
- 濡れ髪喧嘩旅（1960年、大映京都）
- 幽霊小判（1960年、大映京都）
- 元禄女大名（1960年、大映）
- 千姫御殿（1960年、大映）
- 紅蜥蝪（1960年、大映京都）
- 怪談累が淵（1960年、大映京都） - お園
- 競艶八剣殿（1960年、大映京都）
- 忠直卿行状記（1960年、大映京都）
- 薔薇大名（1960年、大映京都）
- 妖花伝（1960年、大映京都）
- 大菩薩峠 竜神の巻（1960年、大映） - お杉
- 唄は峠を越えて（1961年、大映京都）
- 色の道教えます　夢三夜（1961年、大映）
- 美少年変化 竜の岬の決闘（1961年、大映京都）
- 新源氏物語（1961年、大映京都）
- 旅はお色気（1961年、大映）
- 釈迦（1961年、大映京都） - サリイ
- 三代の盃（1962年、大映京都）
- 秘帳 女浮世草紙（1968年、青山プロ）
- 悪親分対代貸（1971年、東映）
- 蜜月（1984年、シネマハウト）
- 課長島耕作（1992年、東宝）

### テレビドラマ
- 新選組血風録 第3話「昏い炎」（1965年、NET） - お浜
- 特別機動捜査隊 （NET）
  - 第233話「続・大噴煙」（1966年）
  - 第357話「情炎譜」（1968年） - 秋子
  - 第388話「空から来た男」（1969年） -  芳江
  - 第407話「雨の中の女」（1969年）-  樋口靖子
  - 第417話「美しい町の天使たち」（1969年） - かおる
  - 第431話「馬鹿な女」（1970年） - お春
  - 第445話「ある終局」（1970年） - 東大寺信子
  - 第525話「ポルノイン東京 女人百景」（1971年） - 千秋
  - 第550話「ある異常人間」（1972年） - 鈴木よし子
  - 第593話「魔性の女」（1973年） - ハルミ
  - 第651話「姿なき脅迫者」（1974年） - 光恵
  - 第679話「渇いた道」（1974年） - 藤井勢津子
  - 第726話「女と祭」（1975年） - 田村加奈子
  - 第729話 「真空地帯」（1975年） - 康子
  - 第754話「ドキュメント暴行」（1975年） - 尾崎美和子
  - 第779話「むらさき小唄 雪之丞」（1976年） - 大河内郁子
- 用心棒シリーズ 俺は用心棒 第6話「銃声」（1967年、NET）
- 銭形平次 第55話「鬼女の琴」（1967年、CX） - 松代
- ライオン奥様劇場（CX）
  - 母子舞い（1967年）
  - 花はゆるがず（1968年） - 志津子
  - 美貌の罪（1969年） - しげ
  - 夕陽の舞い（1970年） - 敏江
  - 続・下町育ち（1970年） - 〆香
  - 続・大奥の女たち（1972年） - 局　村山
- 風 第7話「その火薬をわたすな」（1967年、TBS）
- 幕末姉妹（1968年、CX） - 照香
- 大奥（1969年、KTV）
- 五人の野武士 第15話「剣豪 故郷へ行く」（1969年、NTV）
- 怪奇大作戦 第19話「こうもり男」（1969年、TBS） - 的矢敏子
- 素浪人 花山大吉 （NET）
  - 第15話「女よあなたは強かった」（1969年） - おみね
  - 第68話「道は地獄へつづいていた」（1970年）
- プレイガール （12ch）
  - 第34話「関東おんな仁義」（1969年）
  - 第155話「スリラー 墓場から来た脅迫状」（1972年） - マダム
- 燃えよ剣 第18話「京の町の夜」（1970年、NET） - お仙
- ケンちゃんトコちゃん 第29・30話 「カメとボタン（前・後編）」（1970年、TBS） - 島崎由紀
- 紅つばめお雪 第12話「穴はひとすじ」（1970年、NET）
- 大奥恋物語（1971年、CX） - 宮岡
- 打ち込め! 青春（1971年、NET）
- 商魂（1971年、KTV）
- 人形佐七捕物帳 第8話「飾り羽子板三人娘」（1971年、NET）
- 怪奇十三夜 第11話「釘を打つ女」（1971年、NTV）
- 太陽にほえろ! 第7回「きたない奴」（1972年、NTV）
- 大いなる旅路（1972年、NTV）
- 恐怖劇場アンバランス 第7話「夜が明けたら」（1973年、CX） - 金沢きく
- 花王愛の劇場・美しき煩悩（1973年、TBS）
- 終着駅（1974年、CX）
- 高校教師（1974年、12ch） - 坂本紀子の母
- 赤い運命 第18話「手をとって涙の海へ」（1976年、TBS）
- 遠山の金さん 杉良太郎版 第88話「じゃじゃ馬姫と贋奉行」（1977年、NET/東映）- 初姫お付き 弥生
- 伝七捕物帳
  - 日本テレビ版 第152話「哭いた川面の夫婦鳥」（1977年、NTV） - おはん
  - テレビ朝日版 第12話「からすの証言」（1979年、ANB）
- 江戸の鷹 御用部屋犯科帖 第28話「秘境! 斑尾八人の尼僧」（1978年、ANB）
- 特捜最前線 （ANB）
  - 第68話「誘拐・東京－函館縦断捜査!」（1978年）
  - 第241話「歳末パトロールで逢った女!」（1981年）
  - 第261話「ニューナンブ38口径!!」（1982年）
  - 第290話「ふるさとの女!」（1982年）
  - 第304話「炎の女 瓢湖からのたずね人!」（1983年）
  - 第338話「午前0時30分の証言者!」（1983年）
  - 第351話「津上刑事の遺言!」（1984年）
  - 第405話「浅草の老警官・7分間の嘘!」（1985年）
  - 第473話「嘘から出た殺人・結婚詐欺師に愛の手を!」（1986年）
- 大捜査線 第30話「ひとつの愛が死んで……」（1980年、CX） - 中林刑事の妻
- ウルトラシリーズ
  - ウルトラマン80 第35話「99年目の竜神祭」（1980年、TBS） - 山川はるえ
  - ウルトラマンダイナ 第12話「怪盗ヒマラ」（1997年、MBS） - 老婦人
- それゆけ!レッドビッキーズ 第49話・第50話（1981年、ANB） - 樹理の母
- 俺はおまわり君（1981年、NTV）
- 同心暁蘭之介 第97話「お姫様がいっぱい」（1982年、CX）
- 右門捕物帖 第31話「盗人宿の女」（1983年、NTV）
- 西部警察 PART-III 第55話「80通の脅迫状」（1984年、ANB） - 北島社長の妻
- 長七郎江戸日記 第1シリーズ 第100話「牛さんの縁談」（1986年、NTV） - おたか
- 刑事貴族2 第19話「ラストシーン」（1991年、NTV）
- 土曜ワイド劇場 （ANB）
  - 鳥羽・賢島 同期会ツアー殺人事件（1992年）
  - 伊豆天城峠 殺人交差（1992年）
- 愛しの刑事 第11話「轢き逃げ!2人の母の闘い!!」（1993年、ANB） - 三杉呉服店社長
- ラスト・フレンド（1993年、THK）
- しおり伝説〜スター誕生〜（1999年、CBC） - 大原綾
- 女優・杏子（2001年、THK）

### 舞台
- 伍代夏子特別公演「面影橋物語　恋あかり」（1997年）